# 小花风筝果
小花风筝果（学名：Hiptage minor），为金虎尾科风筝果属下的一个植物种。其种加词“minor”意为“较小的”。